# Гватемала
Гватема́ла (також Ґватема́ла, ісп. Guatemala, офіційно Респу́бліка Гватема́ла) — країна в Центральній Америці, яка межує на півночі та заході з Мексикою, на сході — з Белізом, омивається Карибським морем; на південному сході — з Гондурасом і Сальвадором, на південному заході омивається Тихим океаном.

## Історія

### Давні часи
Перші поселення на території сучасної Гватемали виникли в XI столітті до нашої ери. У III ст. до н. е. поселились індіанці мая, які не мали єдиної держави. У II—IX століттях відбувся розквіт культури мая, потім настав період занепаду.

### Колоніальний період
У 1523 році почалася колонізація країни іспанцями (під проводом Педро де Альварадо). До 1525 року індіанці були підкорені. Найбільший опір іспанцям чинило плем'я кіче, яке досі залишається найбільшим індіанським племенем Гватемали. Іспанці з середини XVI-го століття почали створювати плантації і видобувати золото та срібло. Однак господарське освоєння Гватемали було слабким. На експорт поставлялися практично тільки барвники — індиго і з комах кошеніль. У 1564 році було створено генерал-капітанство Гватемала.
До 1773 року столицею було місто Антигуа-Гватемала, після руйнівного землетрусу її перенесли до Гватемали.

### XIX століття
На початку XIX століття почалися війни за незалежність в іспанських колоніях Америки. 15 вересня 1821 року була проголошена незалежність Гватемали. Незабаром створена федерація країн Центральної Америки. Її першим президентом став Мануель Хосе Арсе. Він провів низку реформ, зокрема реформу освіти, увів свободу релігії; також заохочувалися іноземні інвестиції. У 1837 році почалося селянське повстання. Президент не зміг його придушити і пішов у відставку. У 1838 році центральноамериканська федерація розпалася.
З початку 1860-х років переселенці з Німеччини почали культивувати у Гватемалі плантації кавових дерев, у підсумку кава стала найважливішим експортним товаром Гватемали.
У 1898 році президентом став консерватор Мануель Кабрера, який надав північним американцям, зокрема компанії «Юнайтед Фрут», родючі землі, на яких компанія створила великі плантації бананів, що стали другим після кави експортним товаром Гватемали.

### XX століття
Компанія «Юнайтед Фрут» на початку XX століття істотно розширила гватемальський порт Пуерто-Барріос на атлантичному узбережжі країни. Згодом розширила порти Гватемали на тихоокеанському узбережжі. Після повалення Кабрери лібералами (1920 року) була сутичка за владу, у якій 1931 року переміг генерал Хорхе Убіко. Він надав компанії «Юнайтед Фрут» нові землі, причому абсолютно безкоштовно, і тому користувався підтримкою США. За короткий час він став диктатором. У 1930-ті роки найбільшим після США зовнішньоторговельним партнером Гватемали стала Німеччина — третина обсягу експорту та імпорту Гватемали. Проте в грудні 1941 року Гватемала була змушена слідом за США оголосити війну країнам «осі» — Німеччини, Італії та Японії. У військових діях Гватемала не брала участі, лише припинила торгівлю з цими країнами.
У 1992 році Нобелівська премія миру була надана індіанській активістці Рігоберто Менчу, яка виступала з відкритим осудом гватемальської диктатури. Цього ж року почалися переговори з партизанськими угрупованнями, 29 грудня 1996 року уряд президента Альваро Арсу підписав мирну угоду з партизанами, проте ні колишні військові правителі, ні партизани досі не притягнуті до відповідальності.

### XXI століття
Після багатьох років правління диктаторів, які не проводили виборів, і громадянських воєн у Гватемалі нарешті настав мир, проте стан охорони здоров'я та освіти залишається вкрай незадовільний. 39 % дорослих жінок не вміють ні читати, ні писати.
З 2004 року президентом країни був Оскар Берже з партії Великий національний альянс.
9 вересня 2007 року був проведений перший раунд чергових президентських виборів, перемогу в яких здобули бізнесмен Альваро Колом з лівоцентристської партії Національний союз надії і колишній генерал гватемальської армії Отто Перес Моліна з правоцентристської Патріотичної партії. Другий раунд виборів відбувся 4 листопада 2007 року — переміг Альваро Колом. 14 січня 2008 року він офіційно вступив на посаду президента Гватемали.

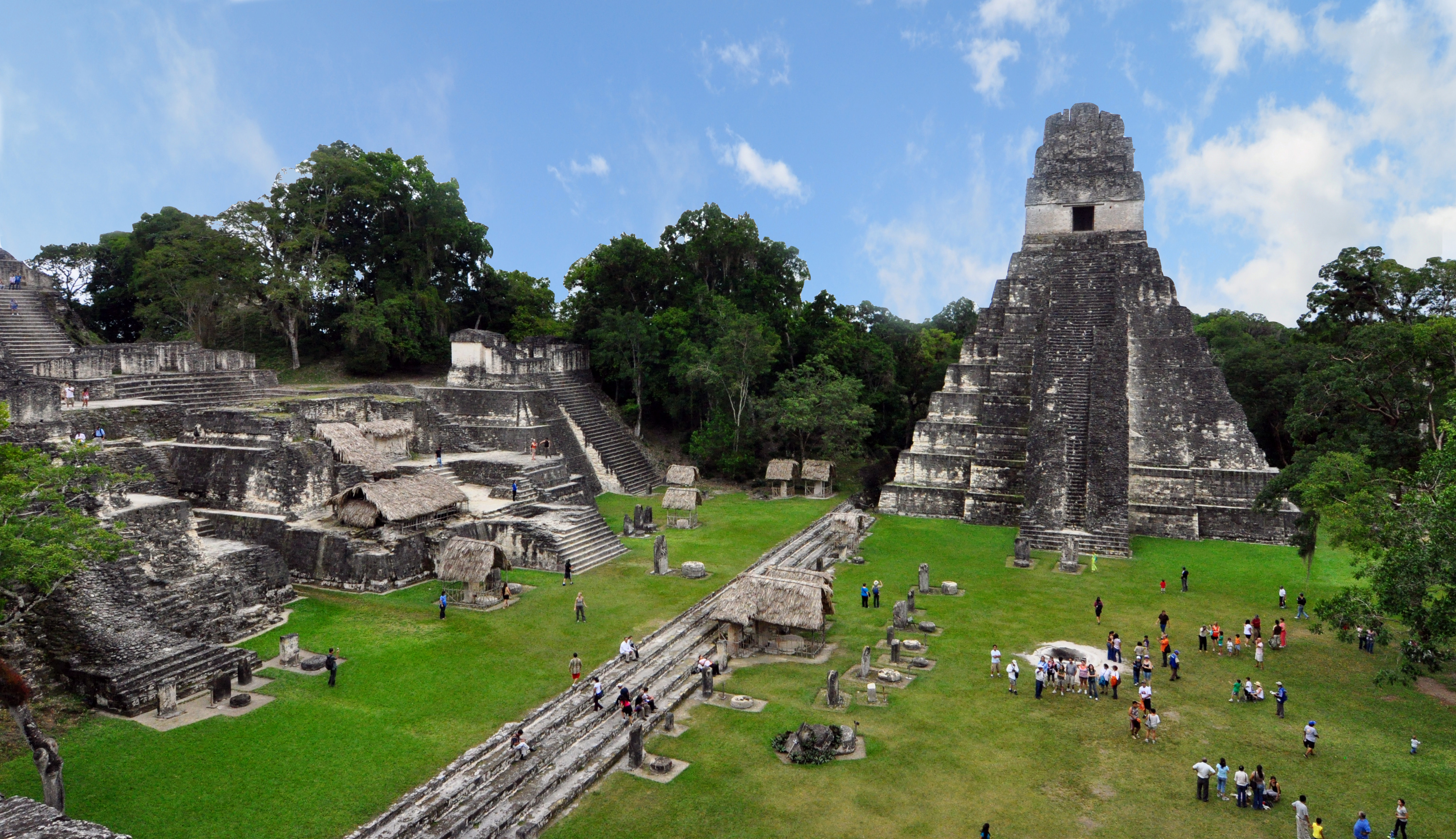
Тікаль — стародавнє місто мая, розташоване у департаменті Ель-Петен
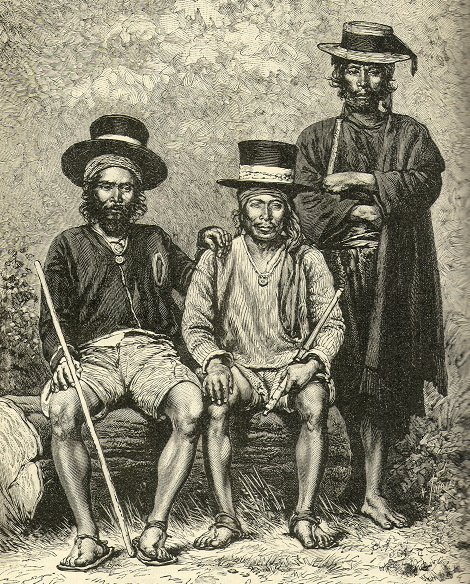
Міські алкальде з народу мая, 1891
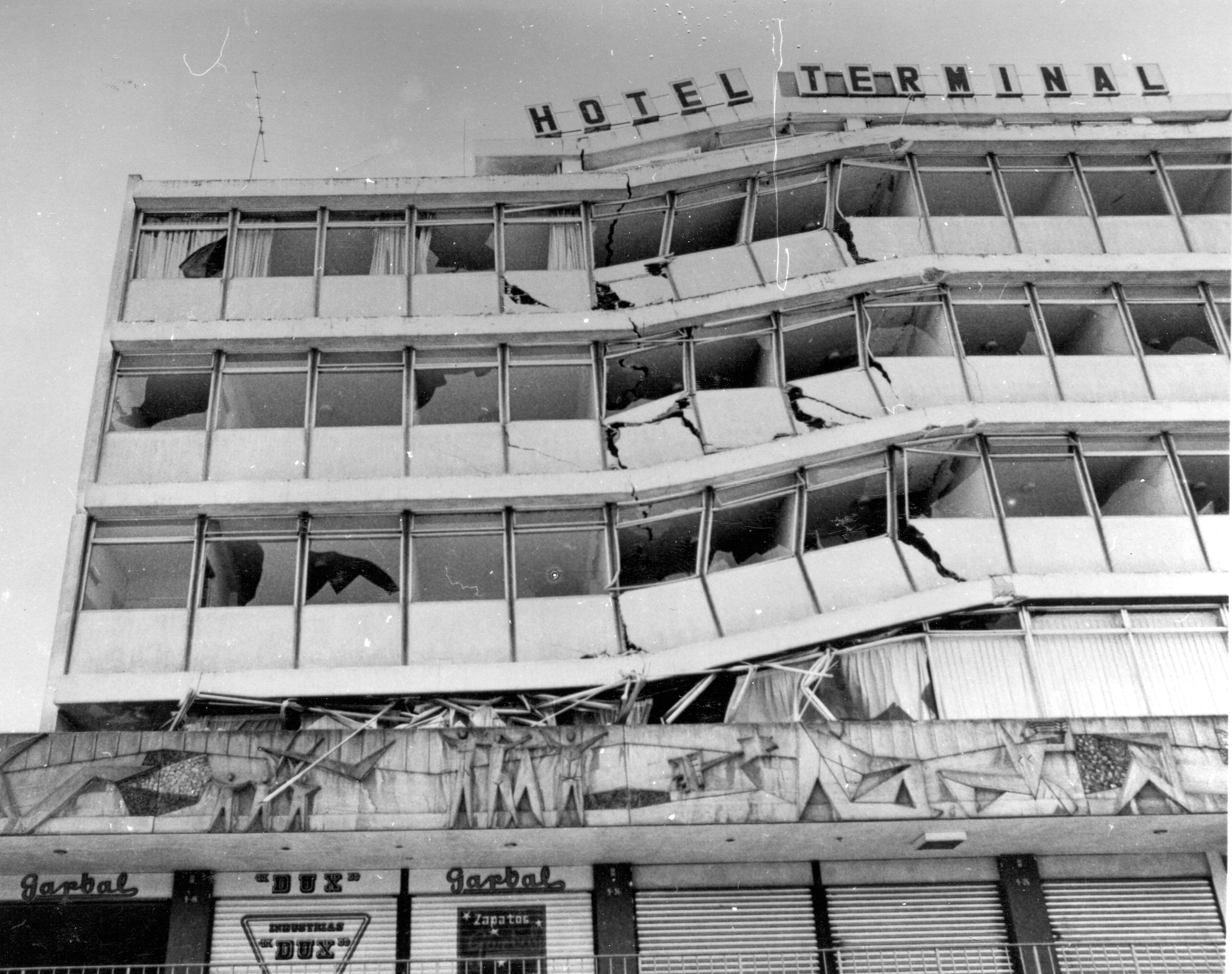
Пошкодження готелю після землетрусу,  Гватемала, 1976. Тоді загинуло більше 23 000 осіб, 76 000 отримали поранення

## Географія
На території Гватемали виділяються три фізико-географічні області: низовина тихоокеанського узбережжя, нагір'я південної і центральної частини країни і рівнина Петен на півночі. До берега Тихого океану примикає низовина, яка завширшки близько 50 км біля кордону з Мексикою і поступово вужчає на південний схід, до кордону з Сальвадором.
Нагір'я займає більшу половину території країни і продовжується на північний захід, в межі Мексики, і на південний схід, на територію Сальвадору і Гондурасу. Висота поверхні над рівнем моря переважно становить 1000—2400 м, з окремими вулканічними піками заввишки понад 3700 м. Північну частину нагір'я утворюють складчасто-брилові масиви заввишки до 4000 м, розділені глибокими тектонічними западинами, в яких розташовані долини річок та озера.
Більше половини території Гватемали належить гірському пасму Кордильєр, представленому вулканічним нагір'ям Сьєрра-Мадре з найвищою вершиною Центральної Америки — вулканом Тахумулько (4220 м) і складчасто-бриловим нагір'ям із хребтами Сьєрра-де-лос-Кучуматанес і Сьєрра-де-лас-Мінас, перехідними на північ у закарстовані низькогір'я Альта-Верапас, опускається до низького малогорбистого плато Петен. З боку Белізу в Гватемалу заходять невисокі гори Мая. Тихоокеанське узбережжя зайнято низинною алювіальною рівниною.
Землетруси дуже часті в країні через вулкани і особливості структури Тихоокеанського дна. Найсильніший землетрус останнього часу стався 4 лютого 1976 року, зруйнував 90 % столиці та інших великих міст (тоді загинуло більше 20 тис. людей і більше мільйона залишилися без даху над головою).
На території країни налічується 33 вулкани, з яких 3 досі представляють загрозу. Найбільш відомий вулкан Агуа в 1541 році, вивергнувши з себе потоки киплячої води і бруду, знищив першу столицю Гватемали, а також вулкан Пакайя (останнє потужне виверження в 1965 році). Найбільші озера — Ісабаль, Атітлан, Петен-Іца, Аматітлан.

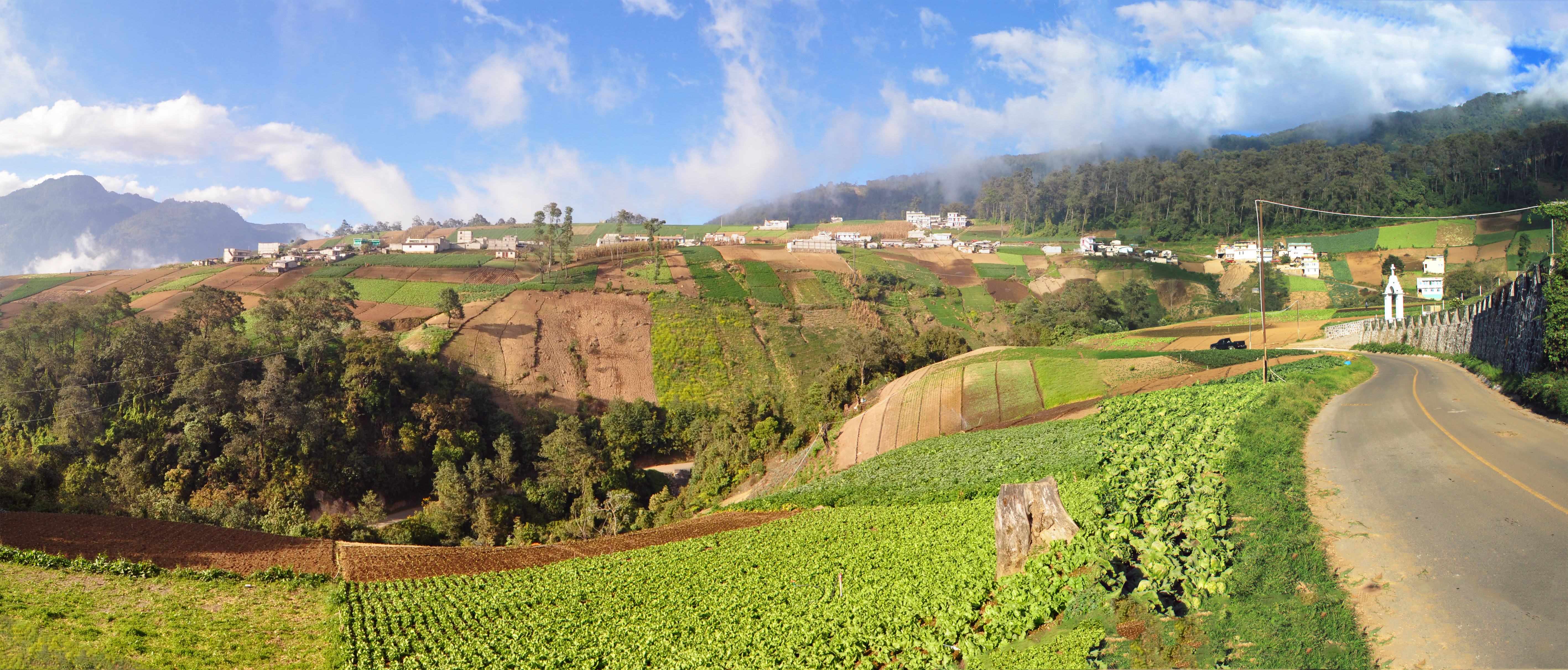
Місцевість навколо міста Кесальтенанго
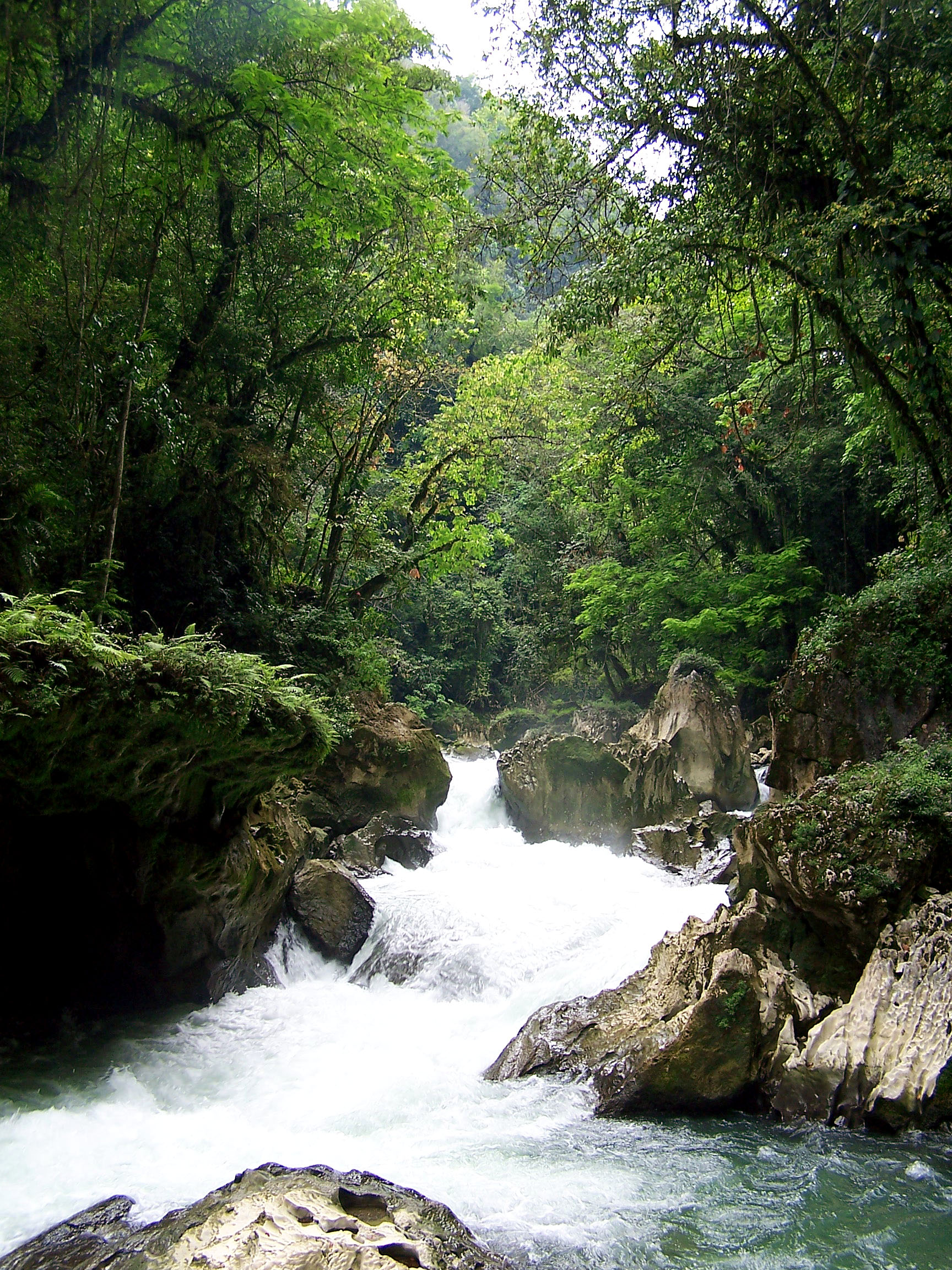
Річка Кагабон, Semuc Champey, Гватемала
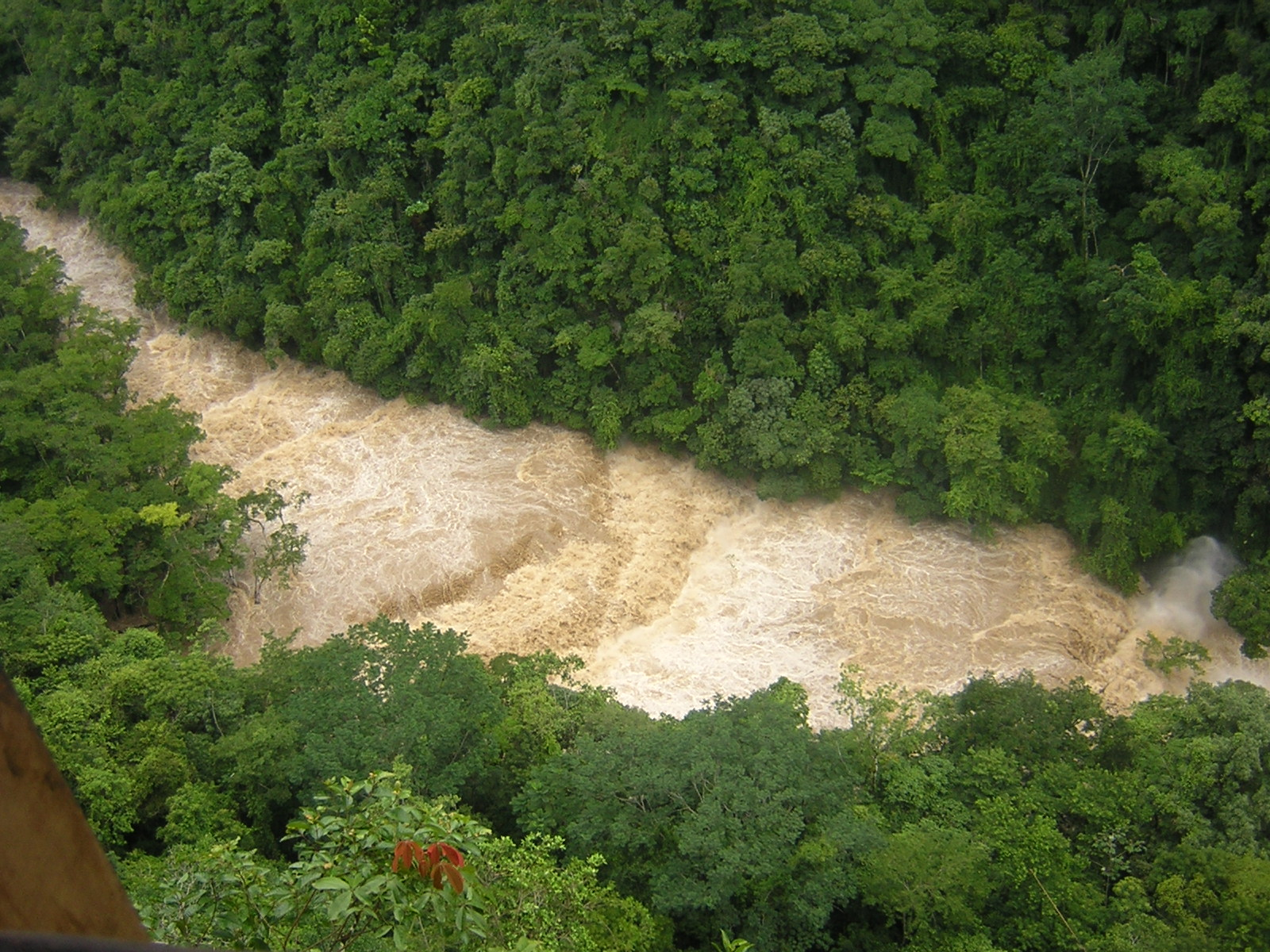
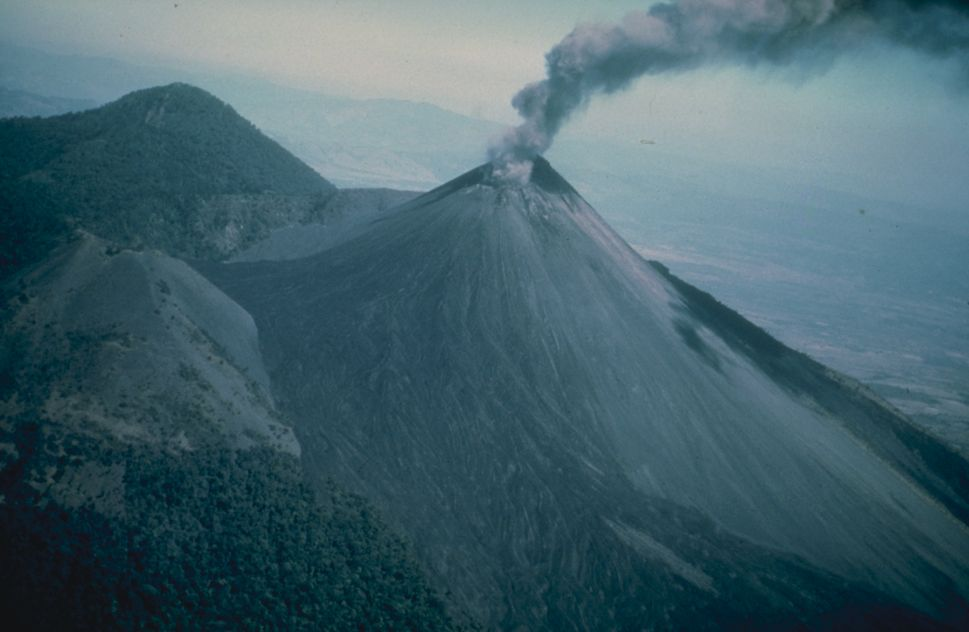
Попелясте виверження вулкана Пакая після сильного землетрусу в 1976 році.
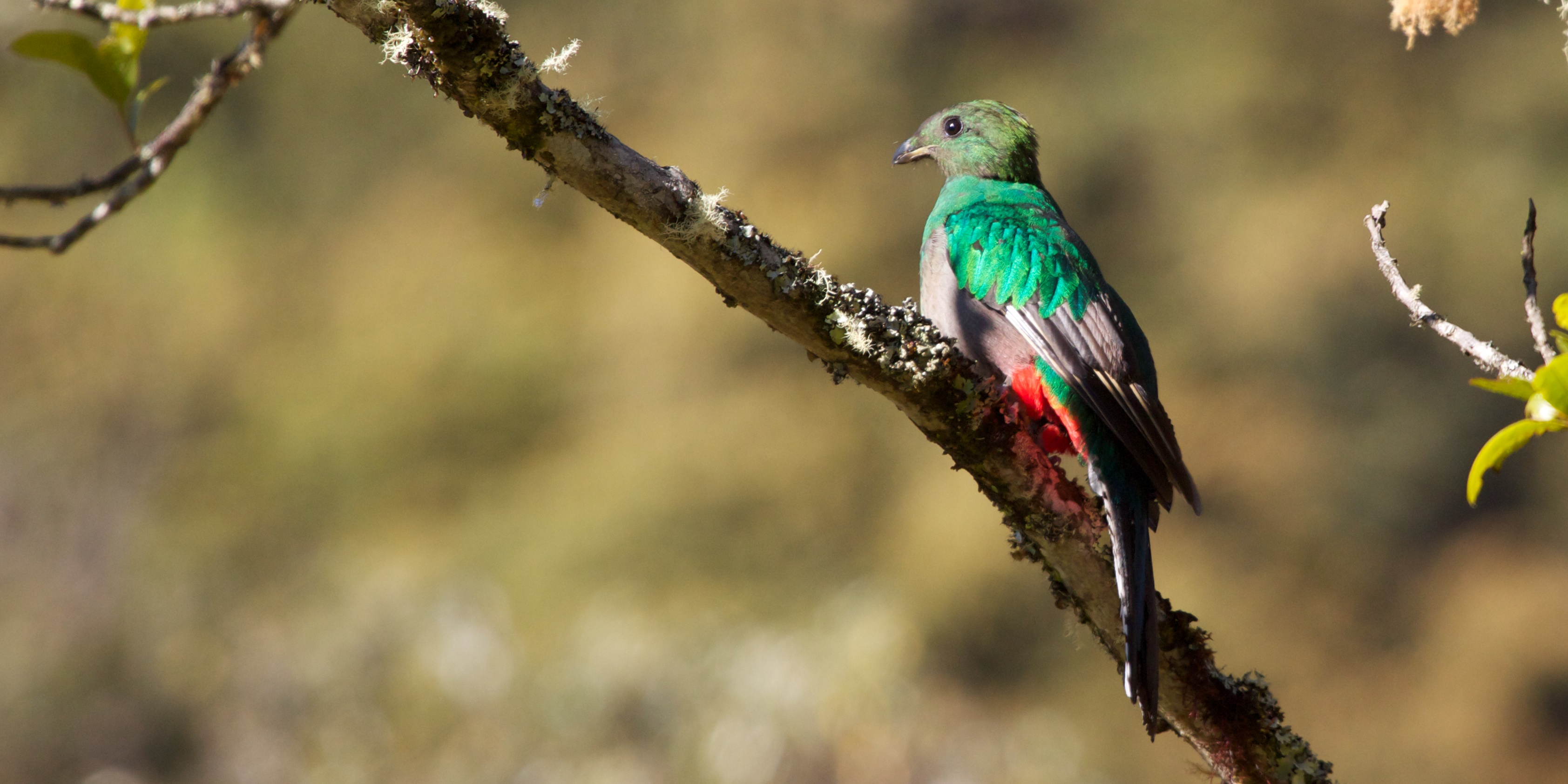
Осяйний Кетсаль
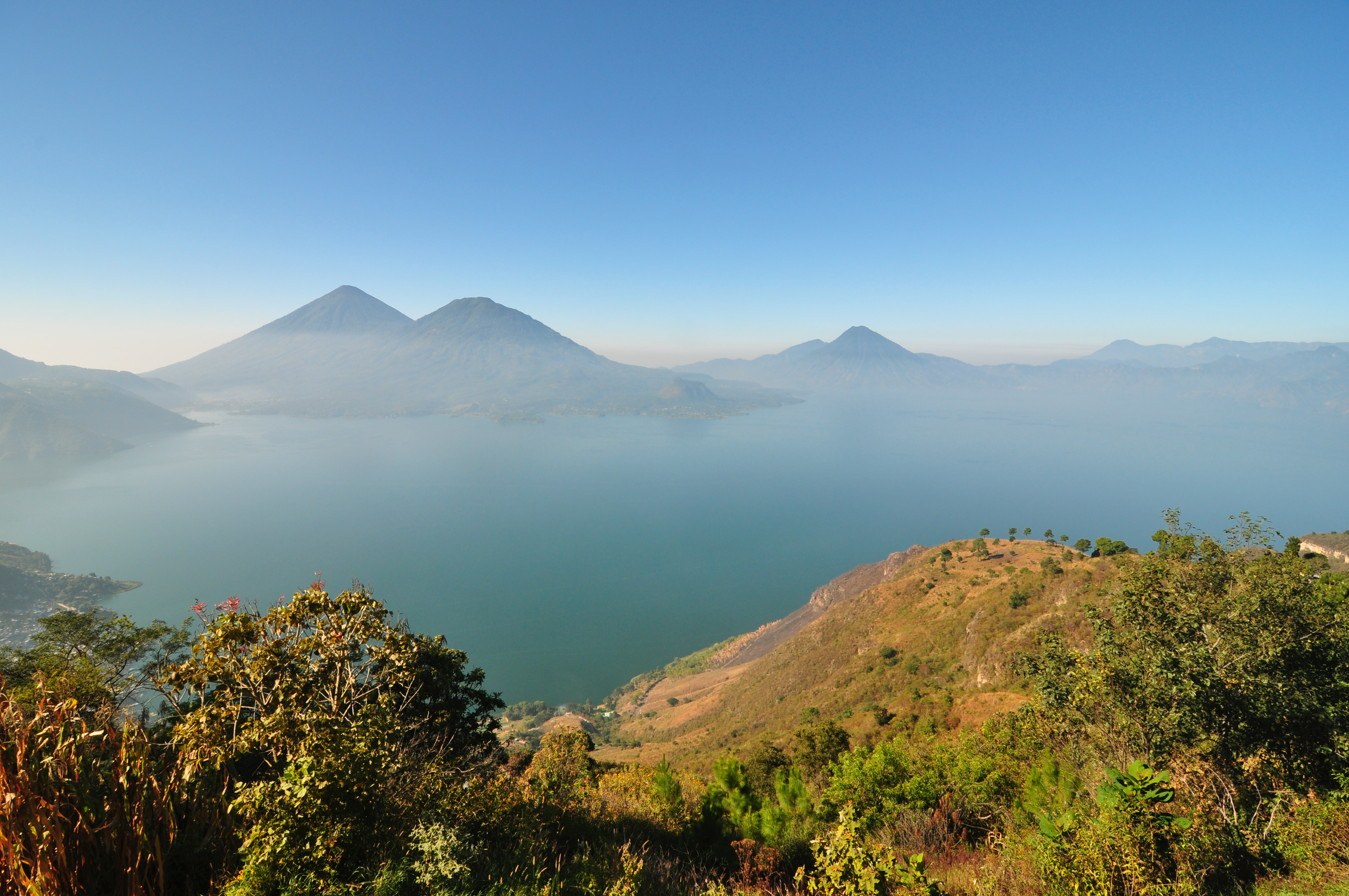
Озеро Атітлан

### Флора та фауна
Ліси вкривають близько 83 % території країни (2006 р.), при цьому мають місце високі темпи збезлісення (1,7 % на рік). У лісах Гватемали багато цінних порід дерева — рожеве дерево, кипарис, червоне дерево, бальса, бакаут, саподілья тощо. Тваринний світ досить різноманітний. Хижаки — пуми і ягуари. Є мурахоїди, голкошерсти, лінивці, броненосці. Великих травоїдних, за винятком тапірів, немає. У лісах тихоокеанського узбережжя водяться ігуани — величезні ящірки до 2 м завдовжки (їх використовують на м'ясо, також добуваються яйця ігуан). Налічується близько 2 тис. видів птахів. У річках Гватемали зустрічаються каймани, м'ясо яких вживається в їжу місцевими жителями. Омивають Гватемалу моря, багаті рибою та креветками.

### Клімат
У країні тропічний клімат, середньорічна температура на узбережжі та на рівнині становить 23-27 °C, на плоскогір'ї 15-20 °C. Літо (листопад-квітень) і зима (з травня по жовтень) розрізняються лише за кількістю опадів і нічними температурами, які в грудні-січні в горах опускаються до -10 °C і на плоскогір'я до 0 °C. Найжаркішими місяцями є лютий-травень. У зимовий період (з травня по жовтень) через рясні опади трапляються урагани і повені. Найзначніші відбулися в 1998 році (ураган Мітч) і в 2005 році (ураган Стан), у яких постраждала від повеней і вітрів більша частина країни. У середньому випадає 1300 мм опадів.

## Адміністративний поділ
Територія Гватемали поділяється на 22 департаменти (в дужках подано столицю департаменту):
- Альта-Верапас (Кобан)
- Баха-Верапас (Салама)
- Чимальтенанго (Чимальтенанго)
- Чикімула (Чикімула)
- Петен (Флорес)
- Ель-Прогресо (Гуастатоя)
- Кіче (Санта-Крус-дель-Кіче)
- Ескуїнтла (Ескуїнтла)
- Гватемала (Гватемала)
- Уеуетенанго (Уеуетенанго)
- Ісабаль (Пуерто-Барріос)
- Халапа (Халапа)
- Хутьяпа (Хутьяпа)
- Кесальтенанго (Кесальтенанго)
- Реталулеу (Реталулеу)
- Сакатепекес (Антигуа-Гватемала)
- Сан-Маркос (Сан-Маркос)
- Санта-Роса (Куїлапа)
- Солола (Солола)
- Сучитепекес (Мазатенанго)
- Тотонікапан (Тотонікапан)
- Сакапа (Сакапа)

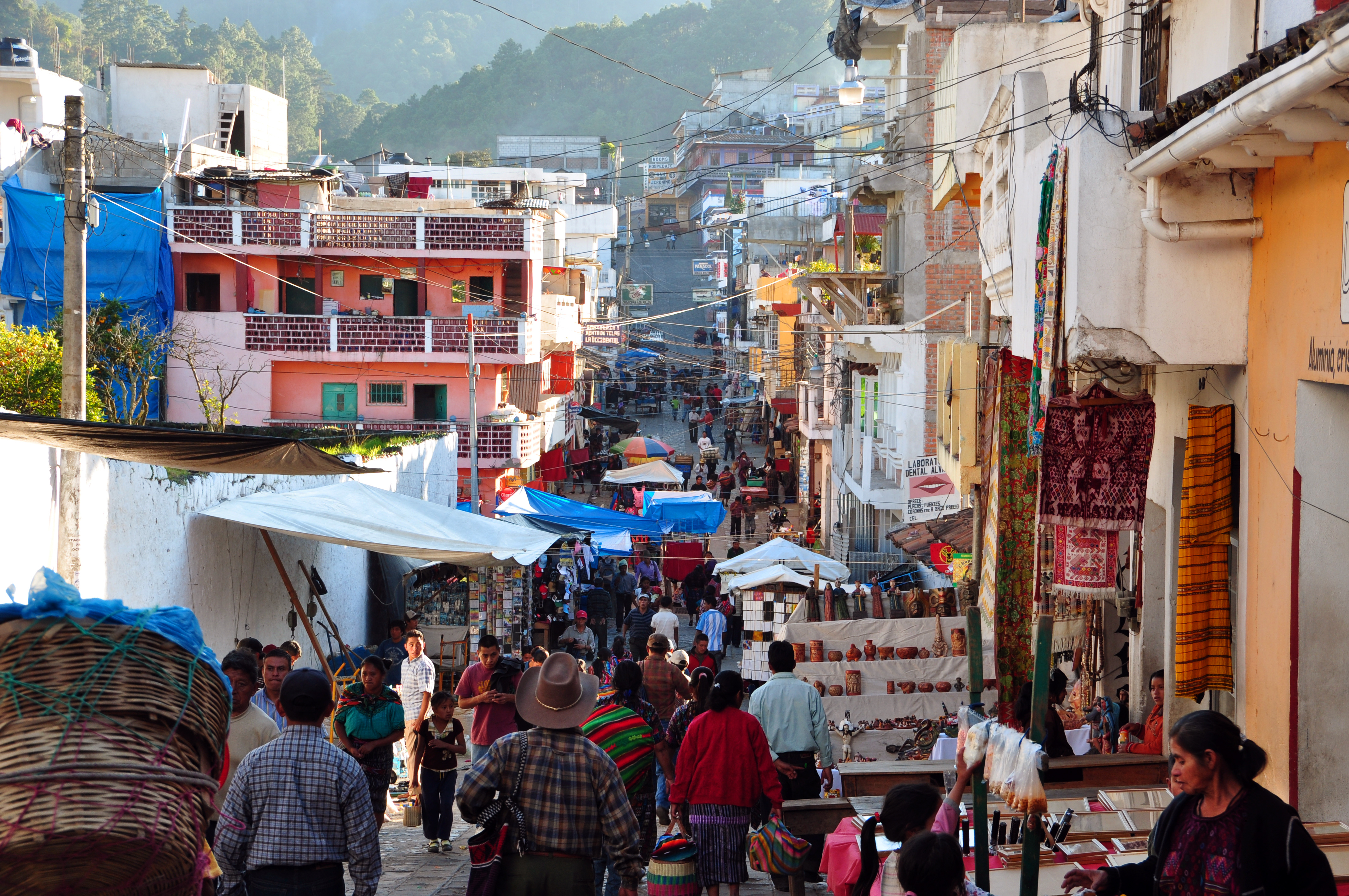
Ринок у Чичикастенанго
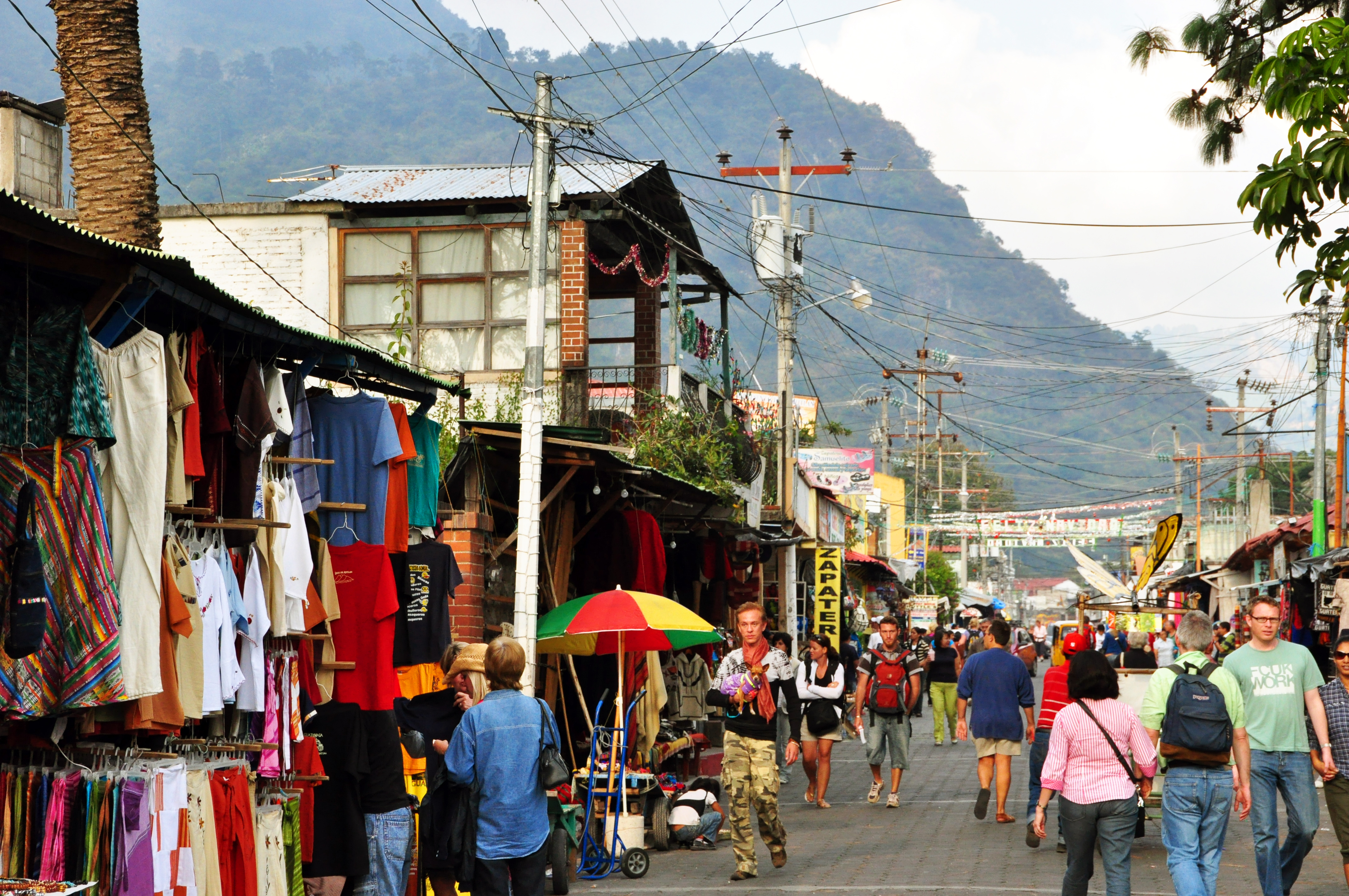
Calle Santander,  туристична вулиця в Панахачелі, 2009
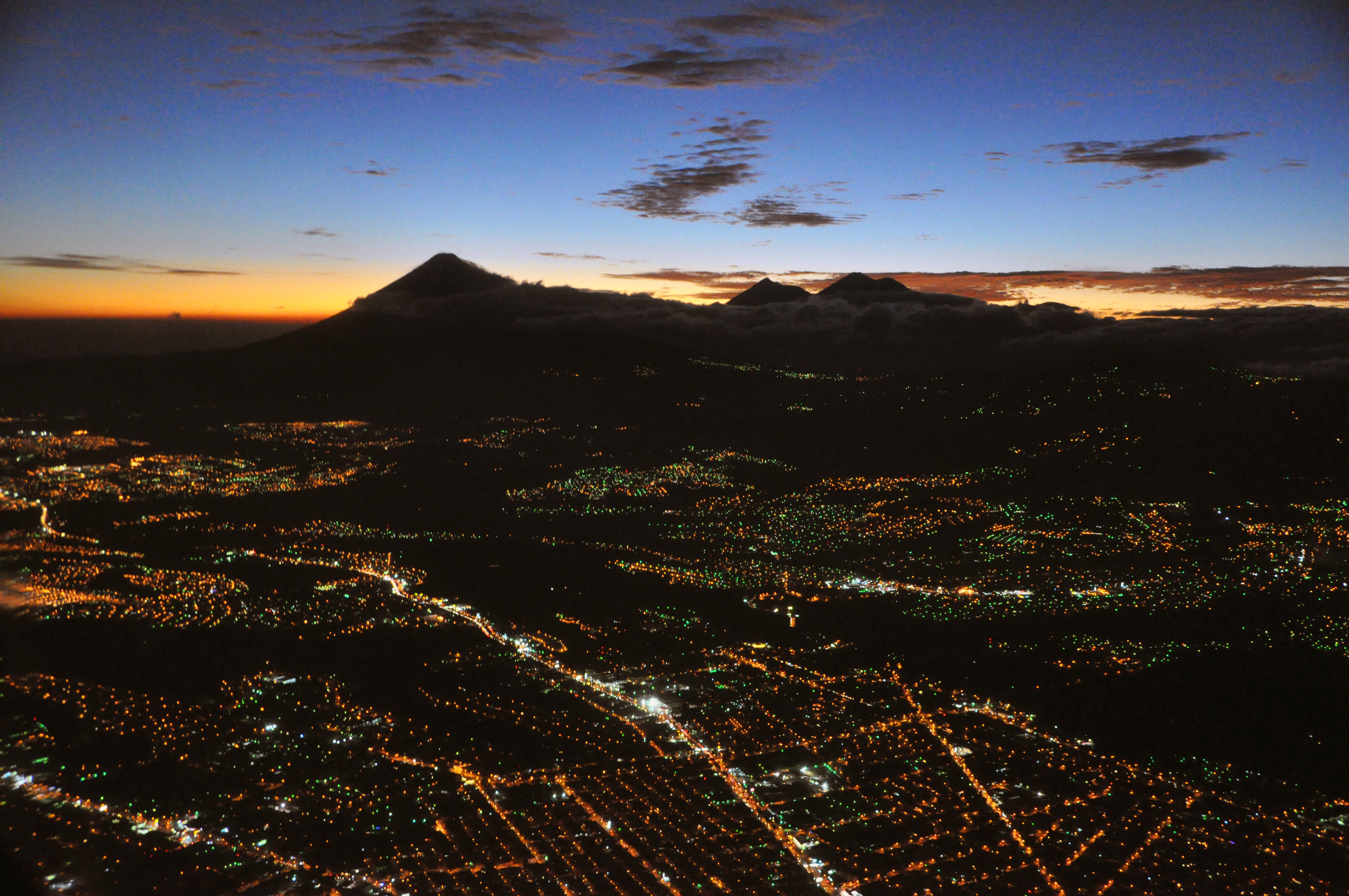
Нічний вигляд Гватемали
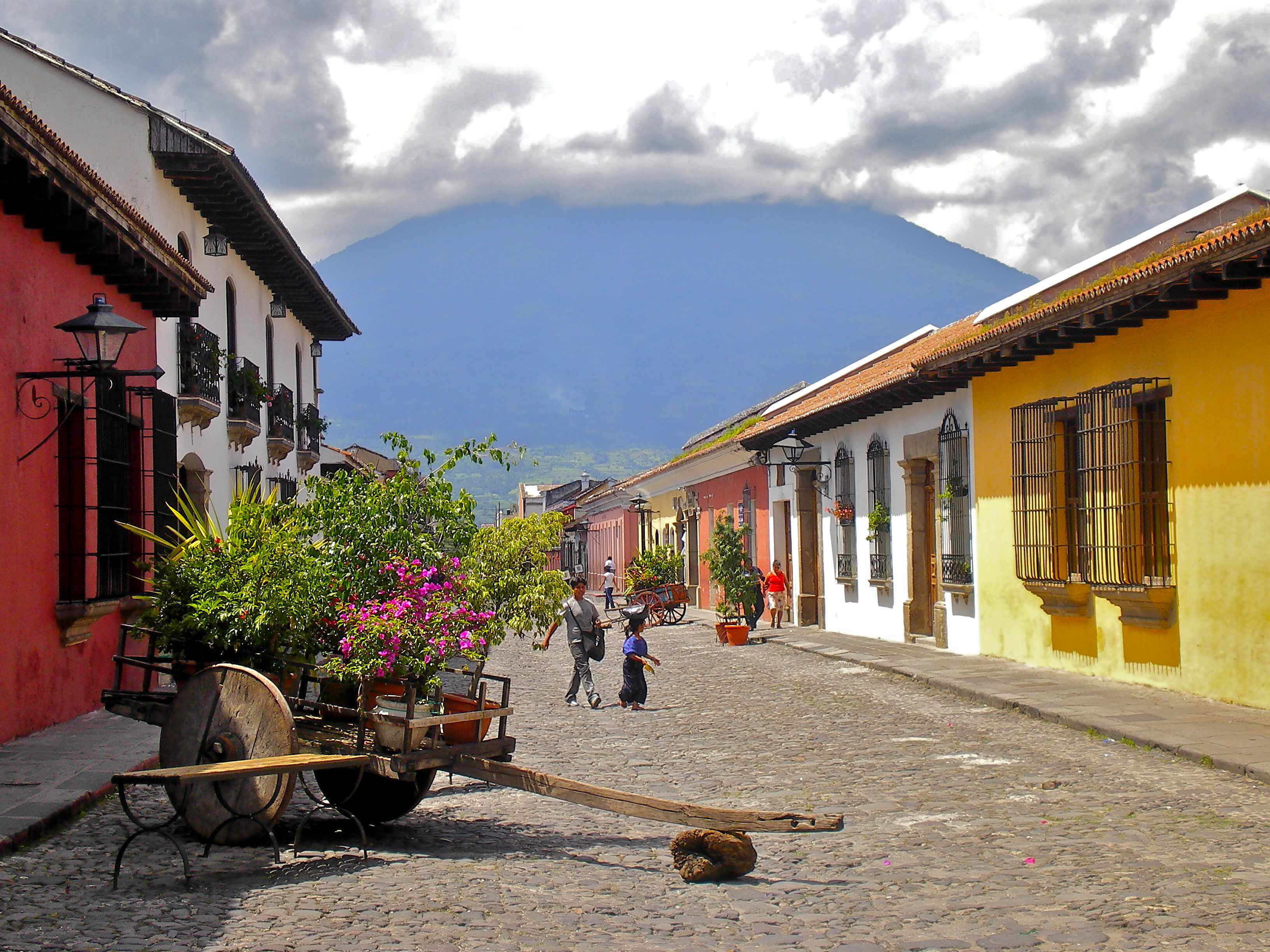
Калле-дель-Арко в місті Антигуа
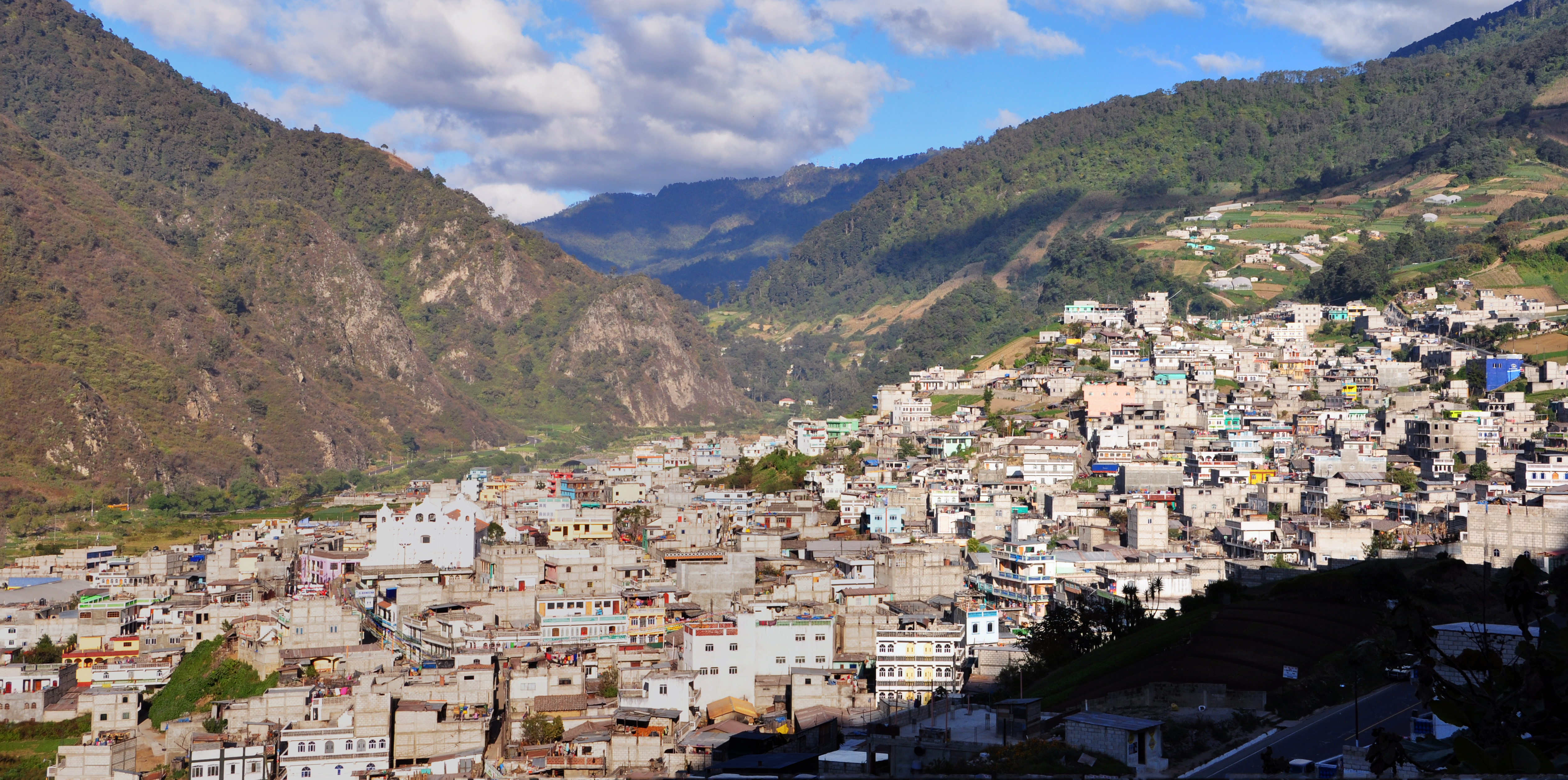
Зуніл
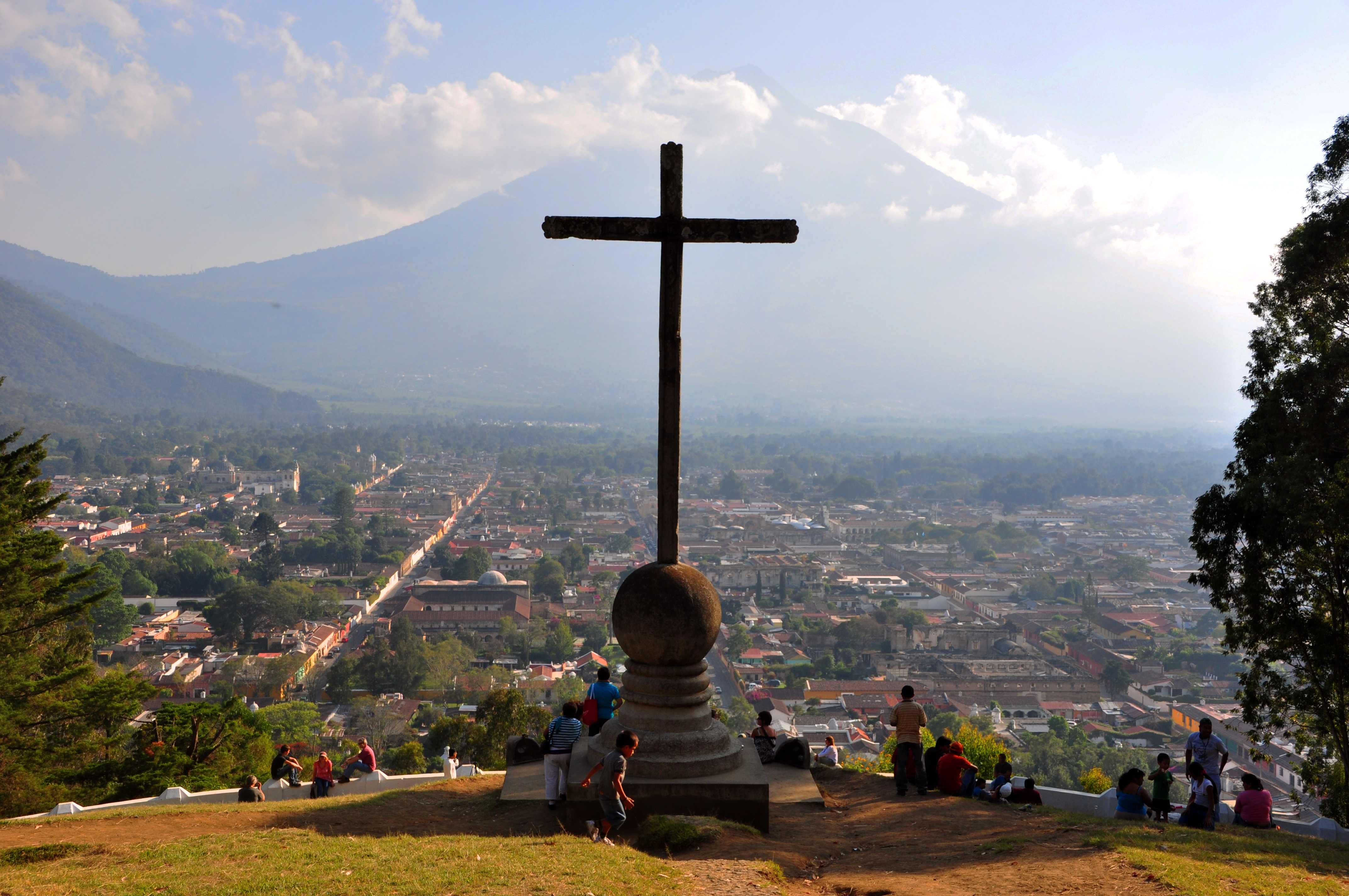
Вид на Антигуа-Гватемала від Серро-де-ла-Крус (Пагорб Хреста), 2009

## Населення

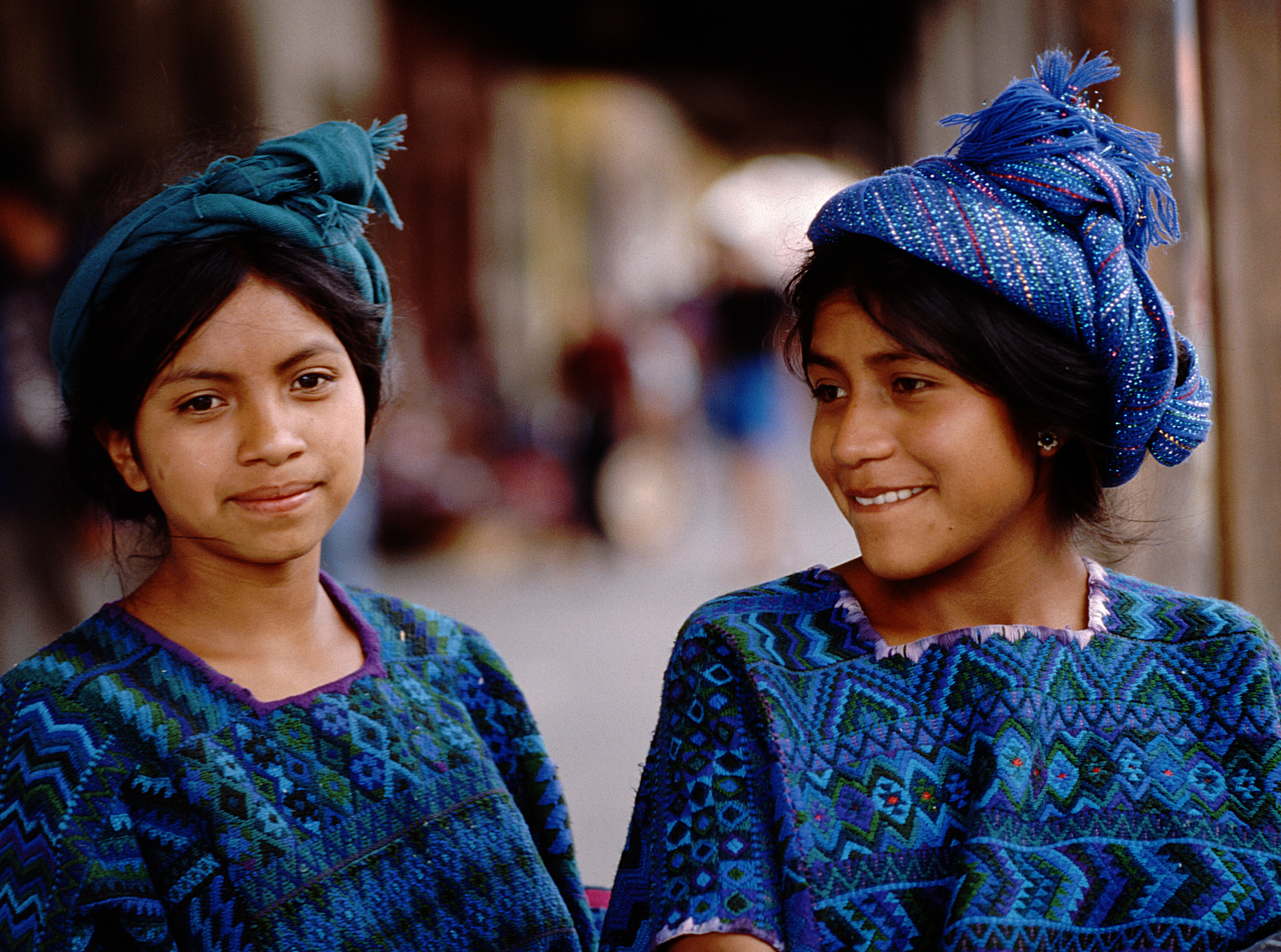
Дівчата у традиційному одязі в Чичикастенанго
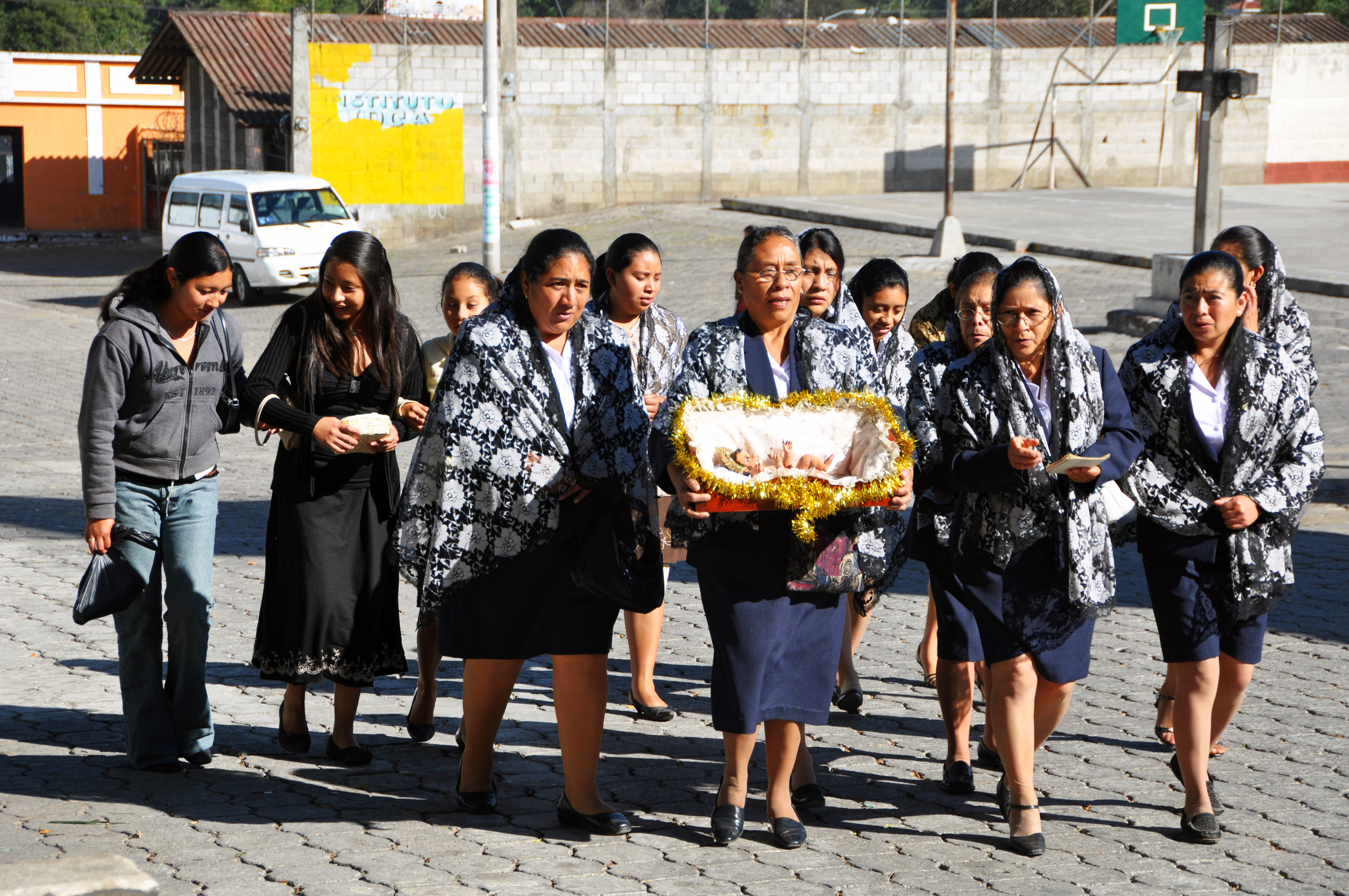
Жінки в Антигуа-Гватемала
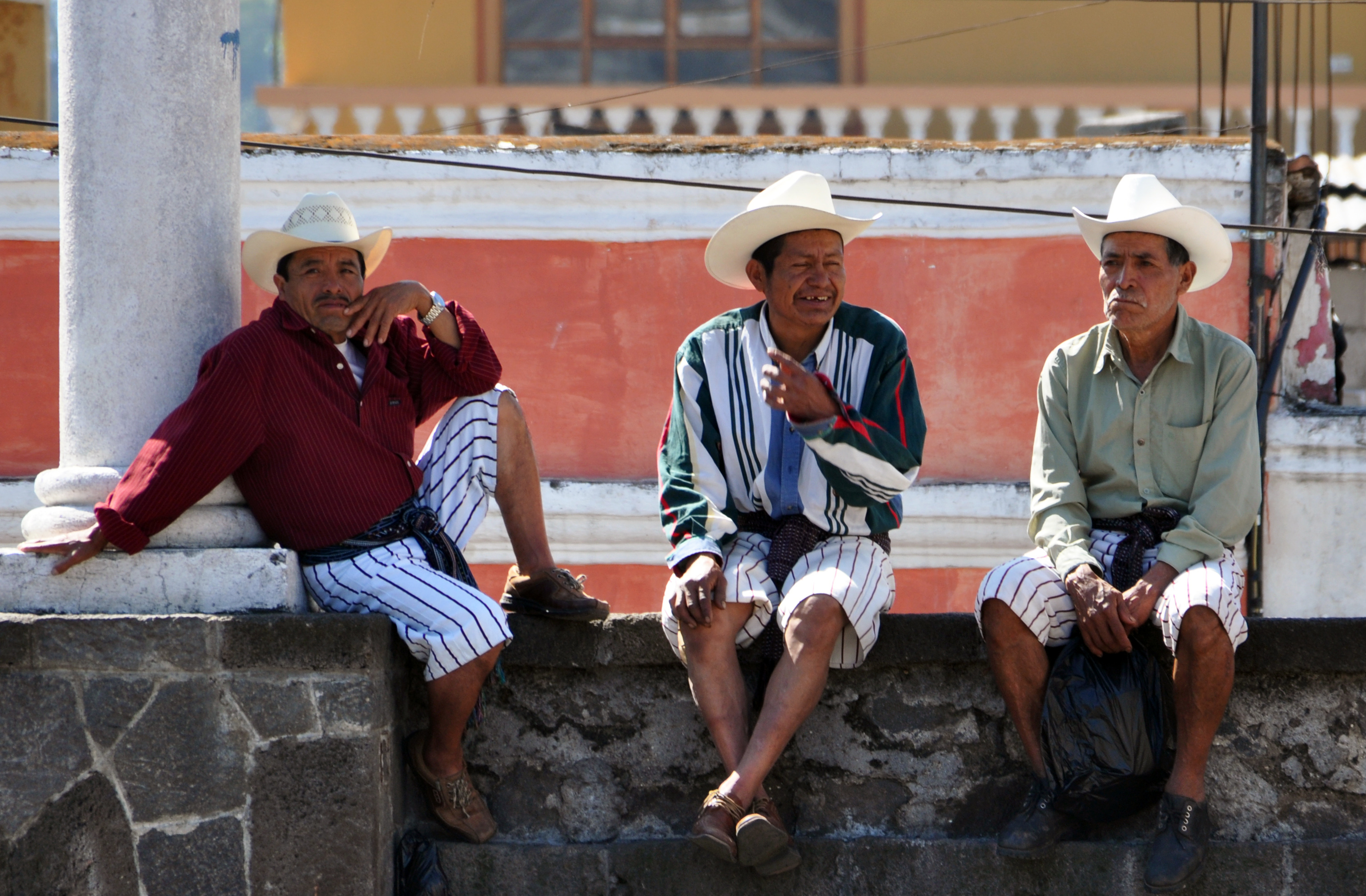
Чоловіки народу цутухилі у Сантьяго Атітлан

## Культура

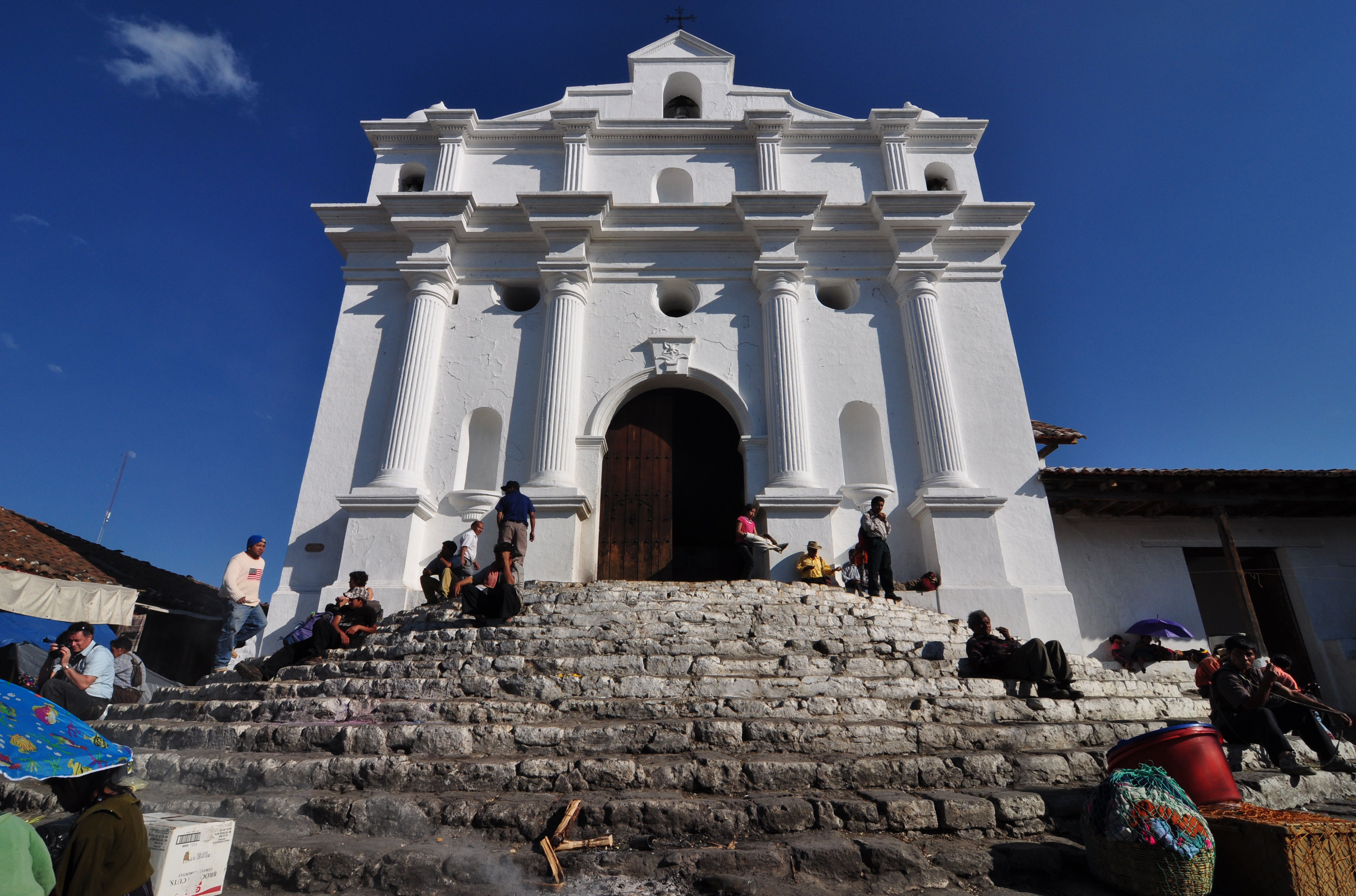
Церква Санто-Томас, побудована близько 1545 року
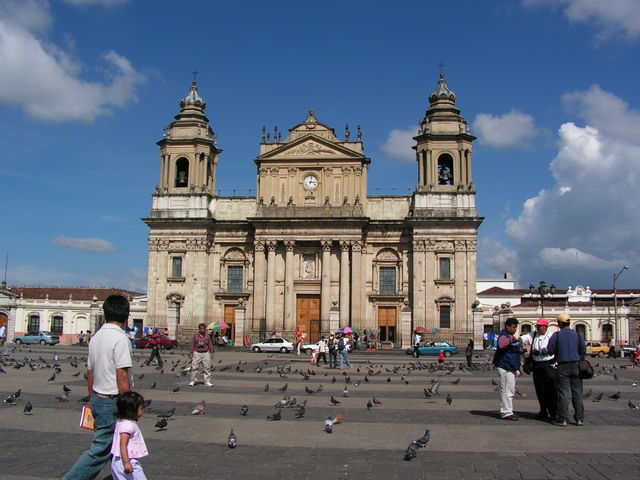
Кафедральний собор в Гватемалі
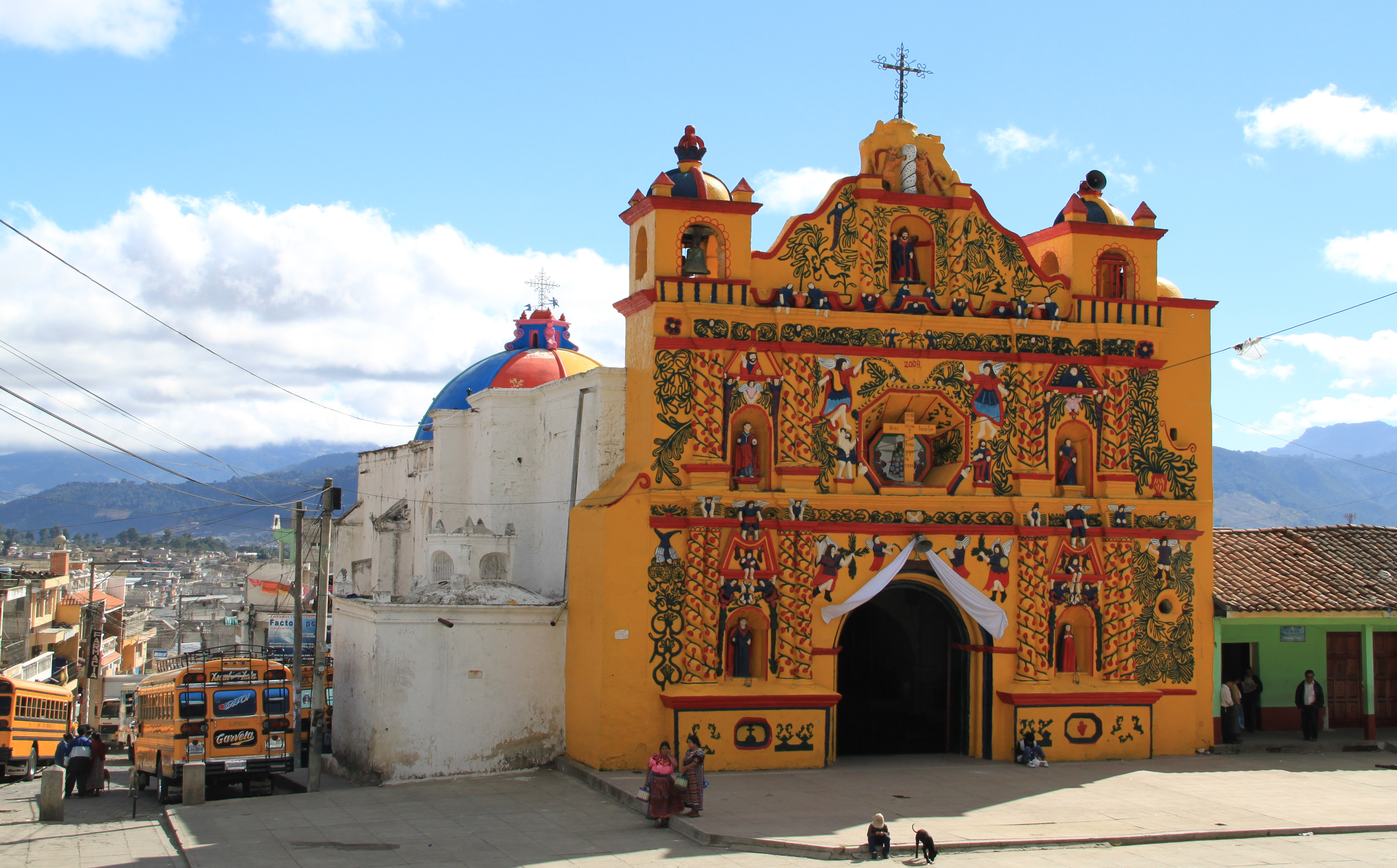
Церква в Сан-Андрес
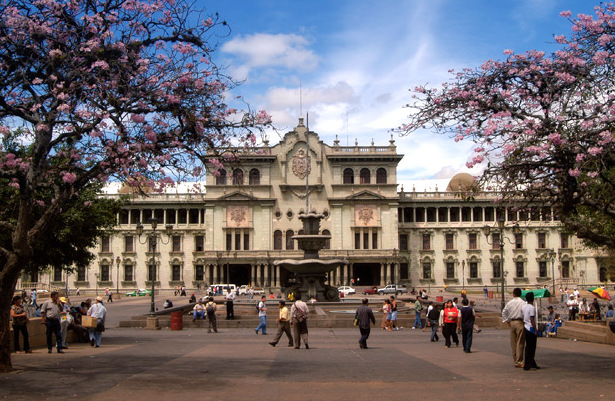
Національний палац, Гватемала-Сіті
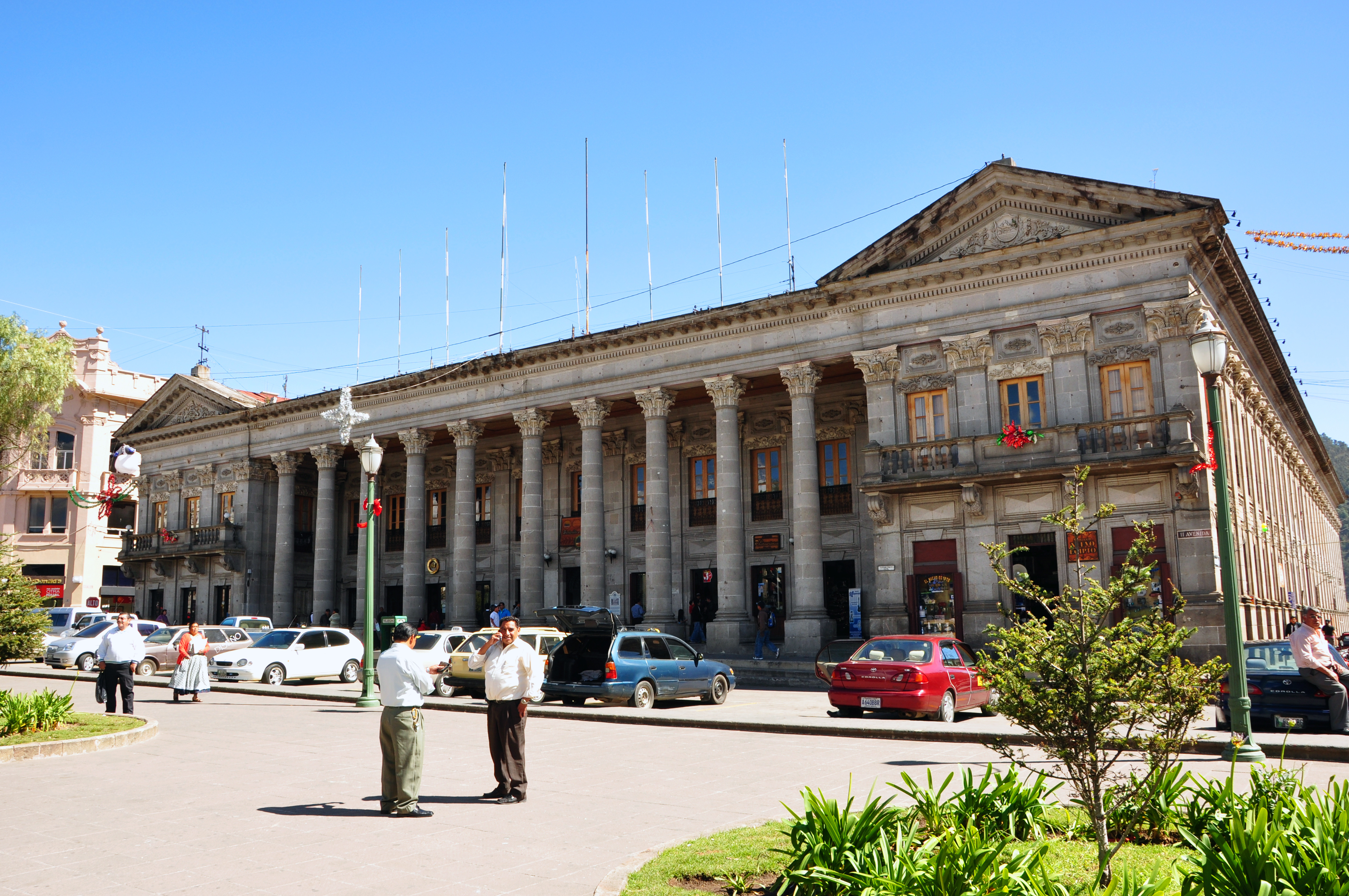
Міський палац Кесальтенанго. Готель Рів'єра

Під час релігійних процесій на Страсному тижні вулиці столиці Гватемали прикрашають барвистими килимами із квітів, тирси, фруктів та овочів.

## Економіка
Гватемала — переважно аграрна країна. За обсягом виробництва Гватемала перевершує інші країни Центральної Америки. Основні галузі промисловості: гірнича (свинцево-цинкові руди, нафта), нафтохімічна, текстильна, цукрова. У промисловості наприкінці ХХ ст. було зайнято близько 25 % працюючих. Транспорт переважно автомобільний та морський, частково — залізничний. У 1990-ті роки уряд здійснював інтенсивну програму дорожнього будівництва. Морські порти — Пуерто-Барріос, Сан-Хосе, Чамперіко. У столиці  знаходиться міжнародний аеропорт «Ла-Аурора».

## Політика
Гватемала — президентська республіка. Діє Конституція, чинна з 14 січня 1986 року зі змінами від 1994 року.
Глава держави — президент. Президент і віце президент обираються загальним голосуванням абсолютною більшістю голосів строком на 4 роки без права переобрання на повторний строк. Якщо жоден з кандидатів не набере 50 + 1 % голосів, то проводиться другий тур голосування. Президентом Гватемали з 2020 року є Алехандро Джамматеі (змінив попереднього президента країни Джиммі Моралеса). Обраний 11 серпня 2019 року. Приступив до виконання обов'язків 14 січня 2020 року.
Законодавчий орган — Національний конгрес (ісп. Congreso de la República) (однопалатний парламент) у складі 158 депутатів, які обираються загальним прямим голосуванням за системою пропорційного представництва строком на 4 роки. Обраний 9 вересня 2007 року. Голова — Хосе Роберто Алехос Камбра (Jose Roberto Alejos Cambara).
Виконавча влада здійснюється президентом спільно з урядом. Президент очолює уряд.

### Політичні партії
Гватемальська партія праці — ГПП (Partido Guatemalteco del Trabajo — PGT). Заснована 28 вересня 1949 р. До грудня 1952 року називалась Комуністична партія Гватемали. Генеральний секретар ЦК ГПП — Рікардо Росалес (Ricardo Rosales). Друкований орган — газета «Вердад» (Verdad).
Гватемальський республіканський фронт — ГРФ (Frente Republicano Guatmalteco — FRG). Партія створена в 1988 році. Лідер — Хосе Ефраїн Ріос Монтт (Jose Efrain Rios Montt).
Інституційно-демократична партія — ІДП (Partido Institucional Democratico — PID). Партія створена у 1965 році. Директор — Дональдо Альварес Руіс (Donaldo Alvarez Ruiz). Генеральний секретар — Оскар Умберто Рівас Гарсіа(Oscar Humberto Rivas Garcia).
Національний союз надії — НСН(Unidad Nacionalde Tsperanza — UNE). Лівоцентристська партія. Заснована в 2001 р. Засновник і голова — Альваро Колом Кабальєрос (Alvaro Colom Caballeros).
Партія національної солідарності — ПНС(Partido Solidaridad Nacional — PSN). Генеральний секретар — Хорхе Франсіско Гальярдо Флорес(Jorqe Francisco Gallardo Flores).
Партія національний авангард — ПНА (Partido por el Adelantamiento Nacional — PAN). Лідер — Жоель Рубен Мартінес Еррера (Joel Ruben Martinez Herrera).
Патріотична партія — ПП (Partido Patriota -PP). Генеральний секретар — Отто Перес Моліна (Otto Perez Molina).
Реформаторський рух (Movimiento Reformador). Партія заснована в 1995 р. До 2002 року мала назву Гватемальська лейбористська партія. Генеральний секретар — Альфредо Скіннер Клее Ареналес (Alfredo Skinner Klee Arenales).
Юніоністська партія (Partido Unionista — PU). Заснована в 1917 р. Генеральний секретар — Фріц Гарсія–Гальонт (Fritz Garcia — Gallon).

## Міжнародні відносини
Гватемала має зв'язки з більшістю країн світу. Дипломатичні відносини з Україною встановлені 12 січня 1993 року. Встановлено безвізовий режим між Гватемалою та Україною 25 липня 2022 року.